# Seattle Rugby Club
Ne doit pas être confondu avec Seawolves de Seattle.
Le Seattle Rugby Club, anciennement les Seattle Saracens, est un club américain de rugby à XV créé en 2007, résultant de la fusion de deux clubs eux-mêmes créés en 1966 et 1971. Il évolue dans le championnat de la British Columbia Rugby Union au Canada.

## Historique
Le club de Seattle Rugby est créé en 2007, provenant de la fusion du Seattle RFC et du Old Puget Sound Beach RFC, respectivement créés en 1966 et 1972.
En juin 2014, il intègre le Saracens Global Network sous le nom de Seattle Saracens.
Alors que le projet de la Major League Rugby est dévoilé en février 2017, la ville de Seattle fait partie des huit membres initialement désignés, sous l'égide des Seattle Saracens. Le club des Seattle Seawolves est finalement créé dans l'année. Une partie des joueurs provient des Saracens évolue alors sous le maillots des Seawolves
Le 18 août 2018, le club choisit de ne pas renouveler leur partenariat avec le Saracens Global Network, et récupèrent ainsi le contrôle de leur identité. Deux ans plus tard, un retour aux sources est adopté en ré-utilisant le nom de Seattle Rugby Club, faisant écho au club prédécesseur de 1966.

## Identité visuelle

### Couleurs et maillots
Les couleurs du club sont le bleu foncé et le vert néon.

### Logo
Le 18 août 2018, le club change son logo, abandonnant la charte graphique du Saracens Global Network au profit de l'orque figurant sur le logo original de 1966 aménagé avec les couleurs contemporaines. Deux ans plus tard, un nouveau logo réaménagé souligne le changement de nom de l'équipe, abandonnant cette fois-ci la référence au nom des Saracens.

Évolution du logo
Logo de 2014 au 18 août 2018.
Logo instauré du 18 août 2018 au 8 juillet 2020.
Logo instauré le 8 juillet 2020.

Logo des clubs prédécesseurs
Logo du Seattle Rugby.
Logo du Old Puget Sound Beach RFC.

## Palmarès
- Finaliste de la Rugby Super League en 2012.
- Finaliste de la Men's D1 Club Championship en 2013.